# Partenen
Partenen ist ein Ort im Montafon, in Vorarlberg, Österreich, und Ortschaft der Gemeinde Gaschurn im Bezirk Bludenz. Die Ortschaft hat 408 Einwohner (Stand 1. Jänner 2024).

## Name
Partenen (rätoromanisch Parthenna), auch: Parthennen oder Parthenen bzw. Partennen wird aus Partenaea abgeleitet im Sinne von: der langsam ansteigende Weg.

## Geografie

### Lage und Landschaft, Ortsgliederung

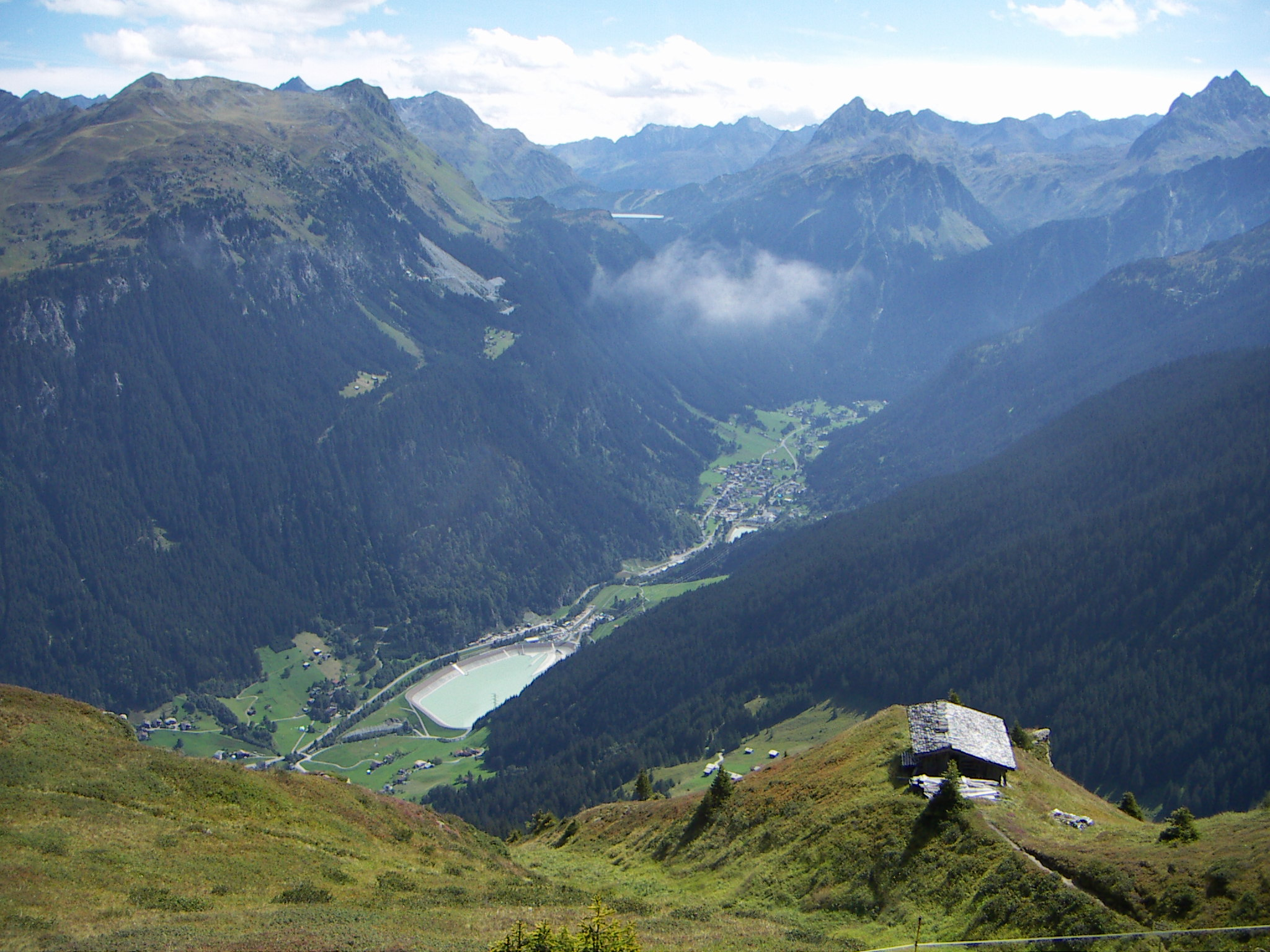
Partenen, von der Versettlabahn über das Ausgleichsbecken Rifa des Rifawerks taleinwärts, über dem Ort glänzt der Kopssee, rechts die Vallüla, links Augstenberg-/Versalspitze

Der Ortskern von Partenen, eine Rotte, liegt bei 1050 m ü. A. Durch den Ort fließt die Ill, die bei Meiningen in den Rhein mündet. Partenen ist ein Luftkurort.
Zur Ortschaft gehören auch die Rotten Gufelgut, Innerbofa, Loch und Motta, sowie Bielerhöhe und Zeinisjoch. Dabei sind:
- Motta die Häuser am Hang des rechten Illufers talauswärts
- Innerbofa am Hang links talauswärts
- Gufelgut rechts im Talgrund taleinwärts
- Loch linksufrig taleinwärts, bis Maut, wo die Silvretta-Hochalpenstraße beginnt, die das Bundesland Vorarlberg mit dem benachbarten Tirol verbindet

Bielerhöhe und Zeinisjoch sind die Ansiedlungen der beiden Passübergänge nach Tirol.
Am Orts- und Talende beginnt die während des Winters gesperrte Silvrettastraße, Partenen ist damit der östlichste bewohnte Punkt des Montafons und die letzte Dauersiedlung auf Vorarlberger Landesgebiet vor der Bielerhöhe. Die nächste bewohnte Häuseransammlung entlang der Silvretta-Hochalpenstraße befindet sich mit Wirl, einem Ortsteil von Galtür, bereits im Bundesland Tirol.
Das Ortschaftsgebiet umfasst auch das gesamte hinterste Illtal, den Großvermunt mit dem nach Süden abzweigenden Ochsental, dem Illquellgebiet, und dem Kromerbachtal, sowie das ganze Zeinisbachtal und die Täler der Vallülabäche. Im Ortschaftsgebiet befinden sich auch die Kraftwerke Vermunt, Obervermunt und seit 2019 auch das Obervermuntwerk II der illwerke vkw AG, die Alpen Untervallüla, Obervallüla und die Verballa-Alpe, sowie die Schutzhütten Heilbronner Hütte, Klostertaler Umwelthütte, Madlenerhaus, Saarbrückner Hütte, Wiesbadener Hütte und Zeinisjochhaus, und die Zollhütte Ochsental.
Im Gebiet befinden sich drei der größten Seen Vorarlbergs, sämtlich Stauseen, der Silvrettasee, der Vermuntsee und der Kopssee am Zeinisjoch. Berge sind die Hochmaderergruppe, der Vermuntkamm, die Silvrettahorngruppe, Buingruppe und die Dreiländerspitz-Gruppe der Silvretta (den Gutteil der Nord- und Mittelsilvretta und einen Teil der Ostsilvretta), der Norden des Ortschaftsgebietes erstreckt sich in Madererkamm, Valschavielkamm und Fluhgruppe des Westverwall und die die Vallülagruppe dazwischen. Der Piz Buin mit 3312 m ü. A. ist der höchste Punkt des Ortschaftsgebiets, wie auch der ganzen Gemeinde Gaschurn. Er ist auch gleichzeitig der höchste Punkt des Bundeslandes Vorarlberg.
Partenen ist durch die oberhalb des Dorfes gelegenen Stauseen der latenten Gefahr einer katastrophalen Vernichtung ausgesetzt. Bei einem Bruch der Kopsseestaumauer würden die Wassermassen das Dorf bereits nach 90 Sekunden erreichen und mit einer errechneten Flutwelle von bis zu 167 000 m³/s (das ist mehr, als die Wasserführung des wasserreichsten Flusses der Welt, des Amazonas) eine Katastrophe anrichten.

### Nachbarortschaften
Da Gaschurn am Talschluss liegt, grenzt nur eine Ortschaft, die des Gemeindehauptorts, offenkundig an. Die restlichen Grenzen zu den benachbarten Verwaltungseinheiten, teils auch Landes- oder Staatsgrenze, laufen über die Hauptkämme der umliegenden Berge, der jeweils dahinterliegende Ort ist verkehrsmäßig weit entfernt.
| Gaschurn                                                                             |                                             |                                                                  |
| Gargellen (Gem. St. Gallenkirch, ca. 9 km)                                           | Kompassrose, die auf Nachbargemeinden zeigt | Galtür (Bez. Landeck, Tirol, ca. 12 km)                          |
| Klosters (Kr. Klosters, Bezirk Prättigau-Davos, Ktn. Graubünden, Schweiz, ca. 17 km) |                                             | ∗ (Kr. Suot Tasna, Bez. Inn, Ktn. Graubünden, Schweiz ca. 25 km) |

Entfernungen zum jeweiligen Hauptort der Ortschaft/Fraktion
∗ W nach O angrenzend die Fraktionen: Lavin, Guarda, Ardez, Bos-cha (Gem. Ardez), Ftan, sowie ein Areal außerhalb der politischen Gemeinden

## Geschichte

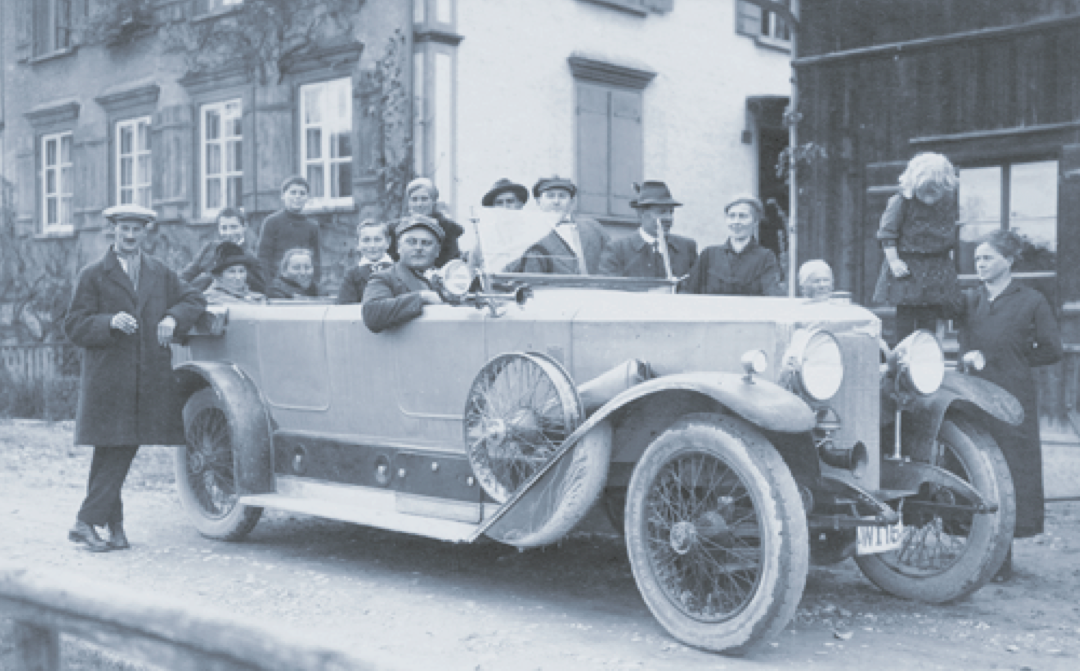
Postbus in Partenen

Der rätoromanische Ortsname Parthenna wurde 1499 in einer Urkunde ersterwähnt – noch in den 1960er-Jahren wurde der Ort denn auch Parthennen geschrieben, auch die heute nicht mehr gültigen Schreibweisen Parthenen oder Partennen finden sich noch vereinzelt.
1923 wurde eine Busverbindung von Schruns nach Partenen eingerichtet.
Seit 1925 gibt es im Ort durch die Errichtung von Kraftwerken der illwerke vkw (Energiegewinnung durch Wasserkraft) Verdienstmöglichkeiten außerhalb der Landwirtschaft und des Tourismus. Besonders bedeutend sind insofern das Rifawerk zwischen Partenen und Gaschurn, das Vermuntwerk sowie die Kopswerke I und II.
1968 donnerte eine Lawine, die oberhalb der Waldgrenze trotz bereits errichteter Lawinenrechen losbrach, von Norden herab und verwüstete auf ihrem Weg die Maisäßsiedlung Tafamunt. Im Tal zerstörte sie ein Haus der Mottasiedlung völlig und beschädigte vier weitere Häuser schwer. Da die Siedlung evakuiert war, kam niemand zu Schaden.
| Illerkreis (Königreich Bayern) | Gefürstete Grafschaft Tirol (Kaiserthum Österreich) | Gefürstete Grafschaft Tirol (Kaiserthum Österreich) | Kronland Vorarlberg (Österreich-Ungarn) | Kronland Vorarlberg (Österreich-Ungarn) | Kronland Vorarlberg (Österreich-Ungarn) | Kronland Vorarlberg (Österreich-Ungarn) | Kronland Vorarlberg (Österreich-Ungarn) | Bundesland Vorarlberg (Republik Österreich) | Bundesland Vorarlberg (Republik Österreich) | Bundesland Vorarlberg (Republik Österreich) | Bundesland Vorarlberg (Republik Österreich) | Bundesland Vorarlberg (Republik Österreich) | Bundesland Vorarlberg (Republik Österreich) |
| 1810                           | 1823                                                | 1837                                                | 1869                                    | 1880                                    | 1890                                    | 1900                                    | 1910                                    | 1951                                        | 1961                                        | 1971                                        | 1981                                        | 1991                                        | 2001                                        |
| 222                            | 261                                                 | 261                                                 | 252                                     | 200                                     | 202                                     | 187                                     | 186                                     | 624                                         | 640                                         | 614                                         | 599                                         | 551                                         | 464                                         |
| 61                             | 61                                                  | 60                                                  | 61                                      | 62                                      | 61                                      | 61                                      | 58                                      | 136                                         | 161                                         | 168                                         | 162                                         | 163                                         | 167                                         |

Anm.: Vor 1800 wurde Partenen nicht eigenständig erfasst, allgemeine Daten finden sich beim Hauptort Gaschurn

## Kultur und Sehenswürdigkeiten

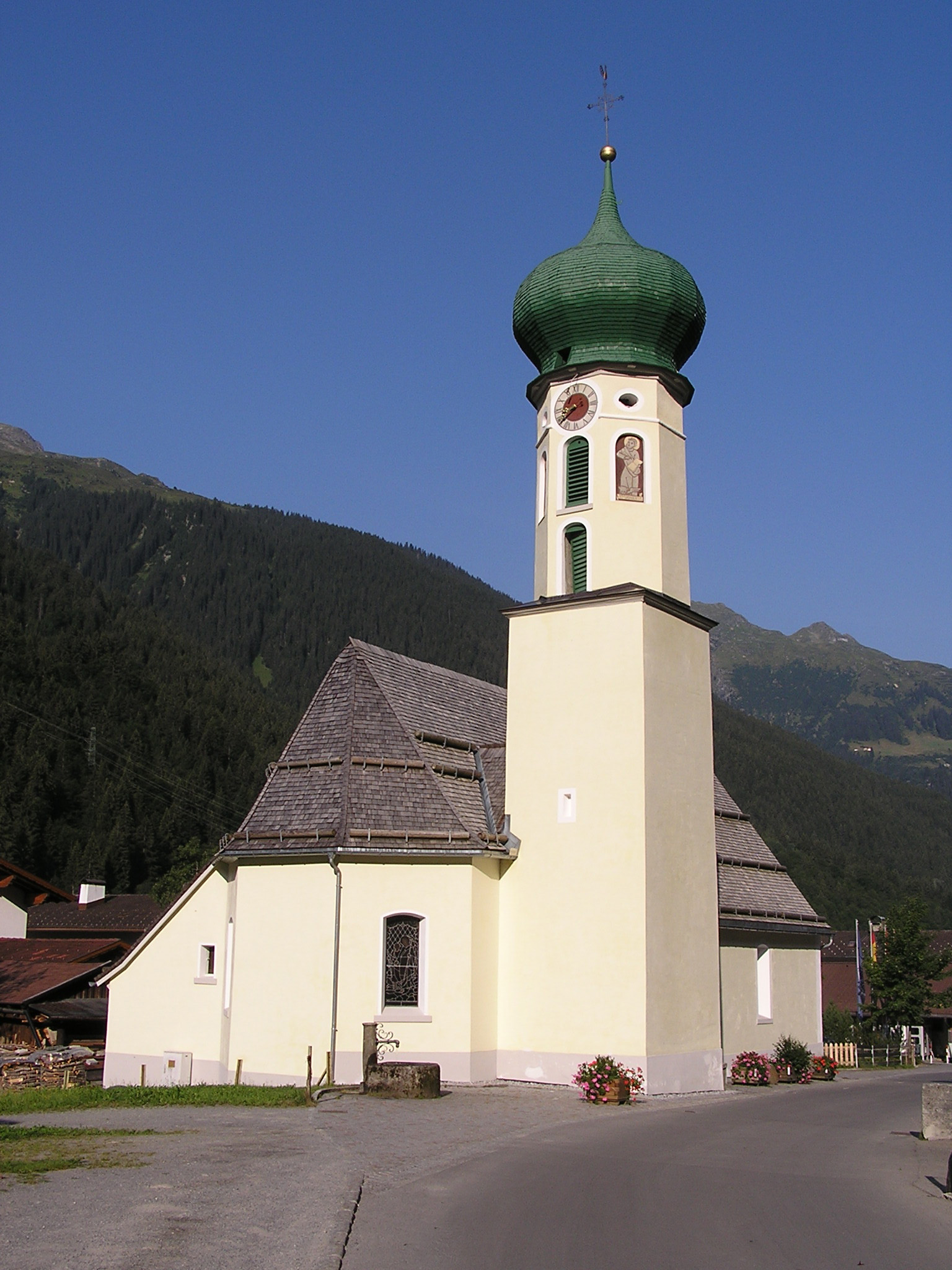
Pfarrkirche von Partenen

### Bauwerke
Die Kuratienkirche hl. Martin entstand 1729 als Filialkirche von Gaschurn. Am 25. April 1800 brannte die Kirche mit dem größten Teil des Dorfes ab. Unter Denkmalschutz stehen auch der Pfarrhof, ein Bildstock und zwei Gehöfte.
In Partenen wurde Franz Joseph Rudigier (1811–1884) geboren, der 1852 vom damaligen Kaiser zum Bischof von Linz ernannt wurde. Sein Geburtshaus wurde renoviert und stellt heute ein Kleinod des Ortes dar.
Die Barbarakapelle auf der Bielerhöhe ist eine Bergkapelle der illwerke vkw aus den 1960er-Jahren.

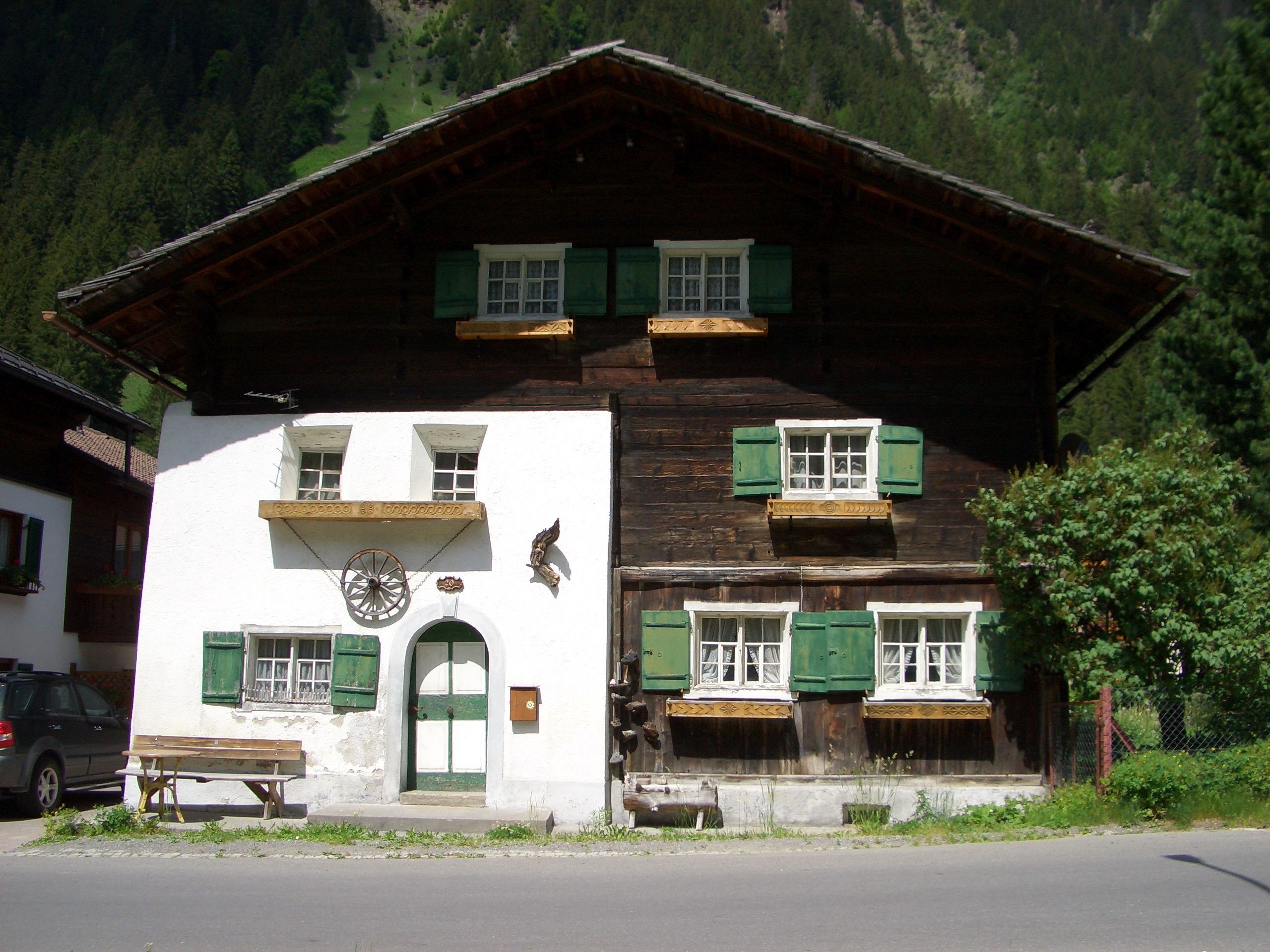
Altes Montafonerhaus in Partenen
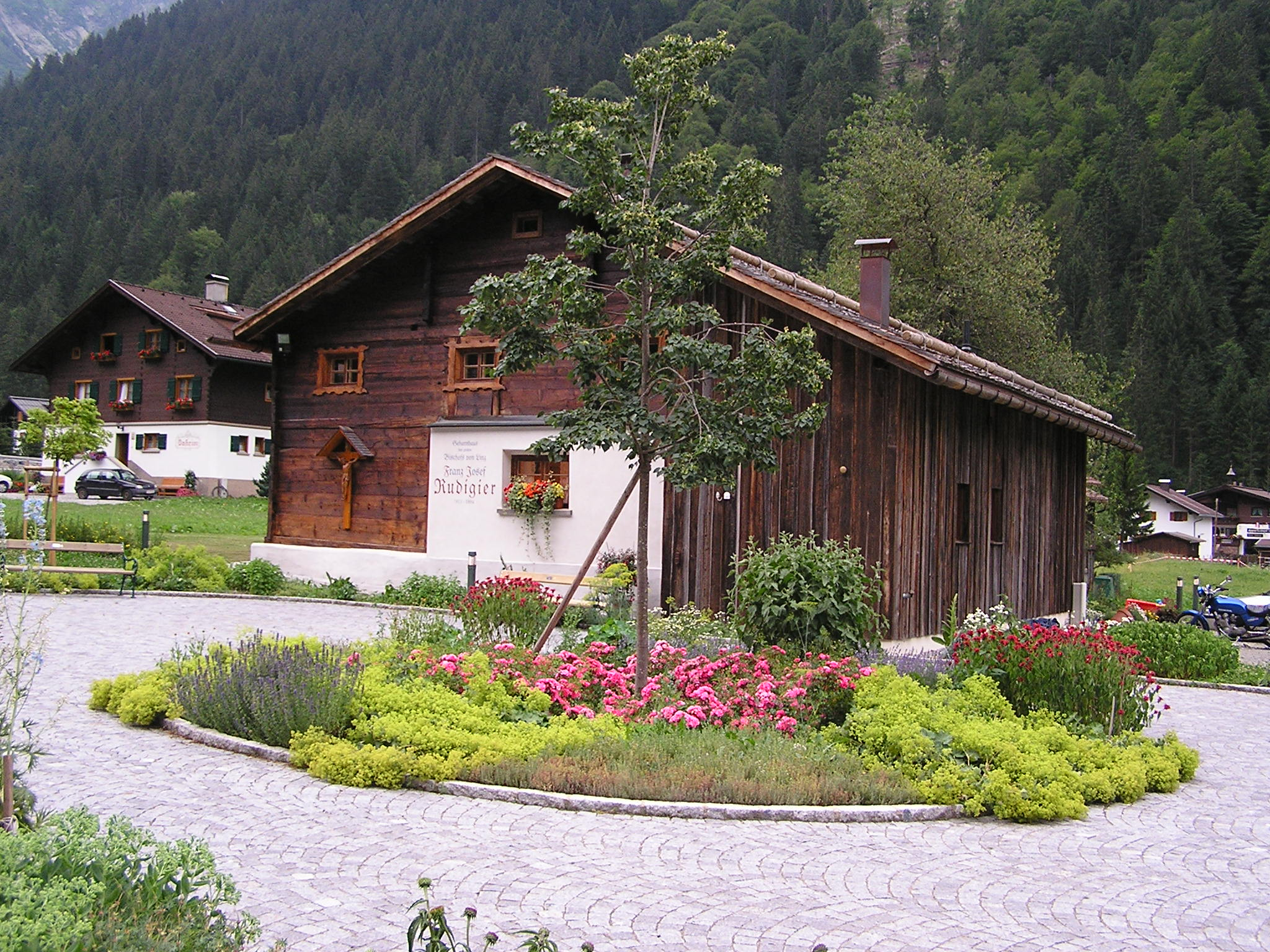
Geburtshaus Franz Joseph Rudigiers
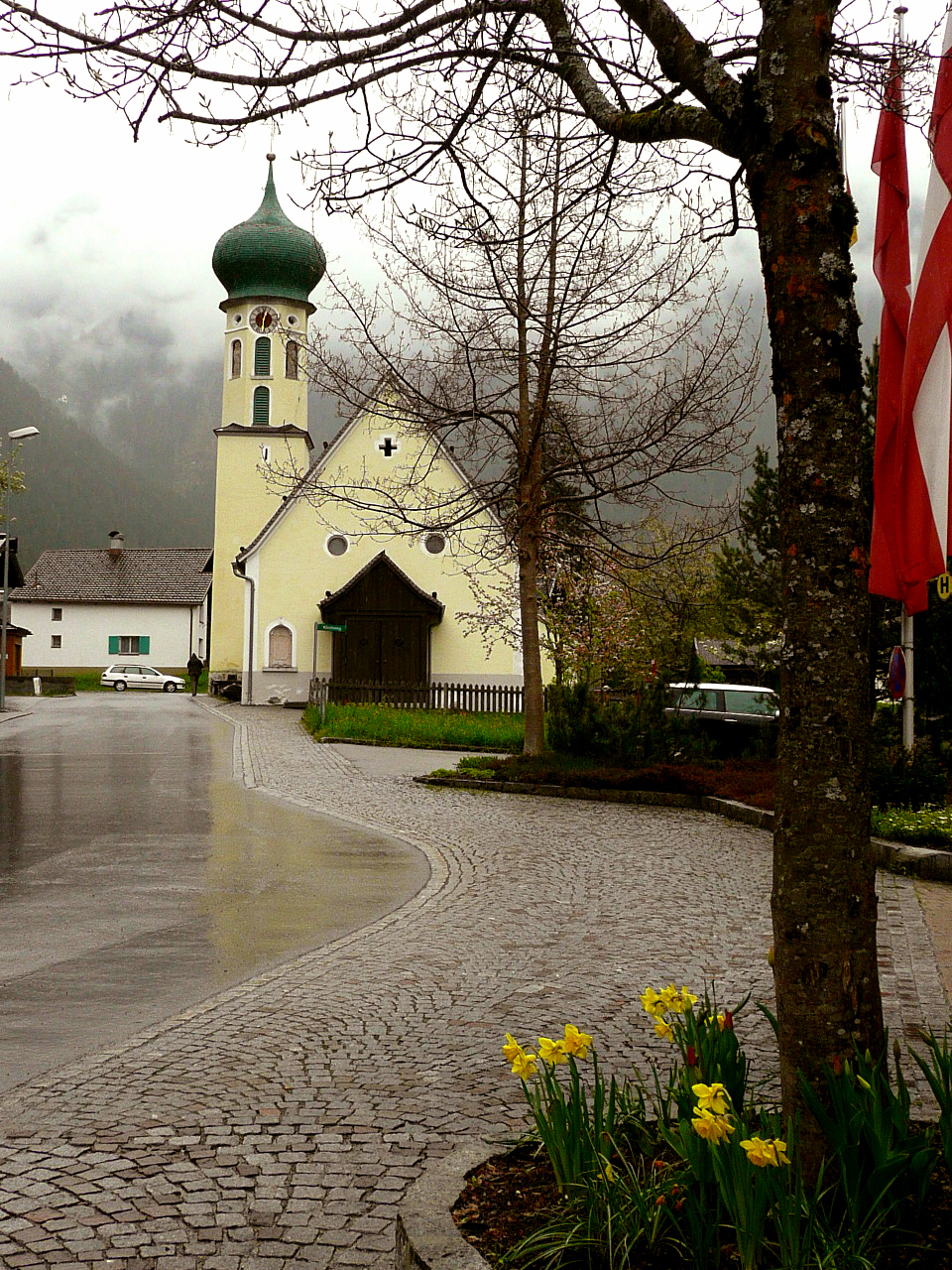
Kuratienkirche Partenen

## Wirtschaft und Infrastruktur
Wie viele andere Orte im Montafon leben auch in Partenen die Einwohner vor allem vom Tourismus und die Wintersaison spielt eine sehr große Rolle. Es stehen zahlreiche Aufstiegshilfen in Form von Liften und Seilbahnen zur Verfügung, sowohl in das Schigebiet Silvretta Nova wie auch über die Vermuntbahn zur Bielerhöhe.
Für den Sommergast gibt es viele Wanderwege und zahlreiche Privatpensionen und Hotels laden zum Verbleiben. In Partenen ist man bemüht, das Ortsbild dementsprechend zu pflegen.
In der Ortschaft Partenen wird Wert darauf gelegt, dass heimische Produkte aus der Landwirtschaft im Bereich Tourismus vermarktet werden. Eine dieser Initiativen läuft unter dem Namen Genussregion Montafon Sura Kees.

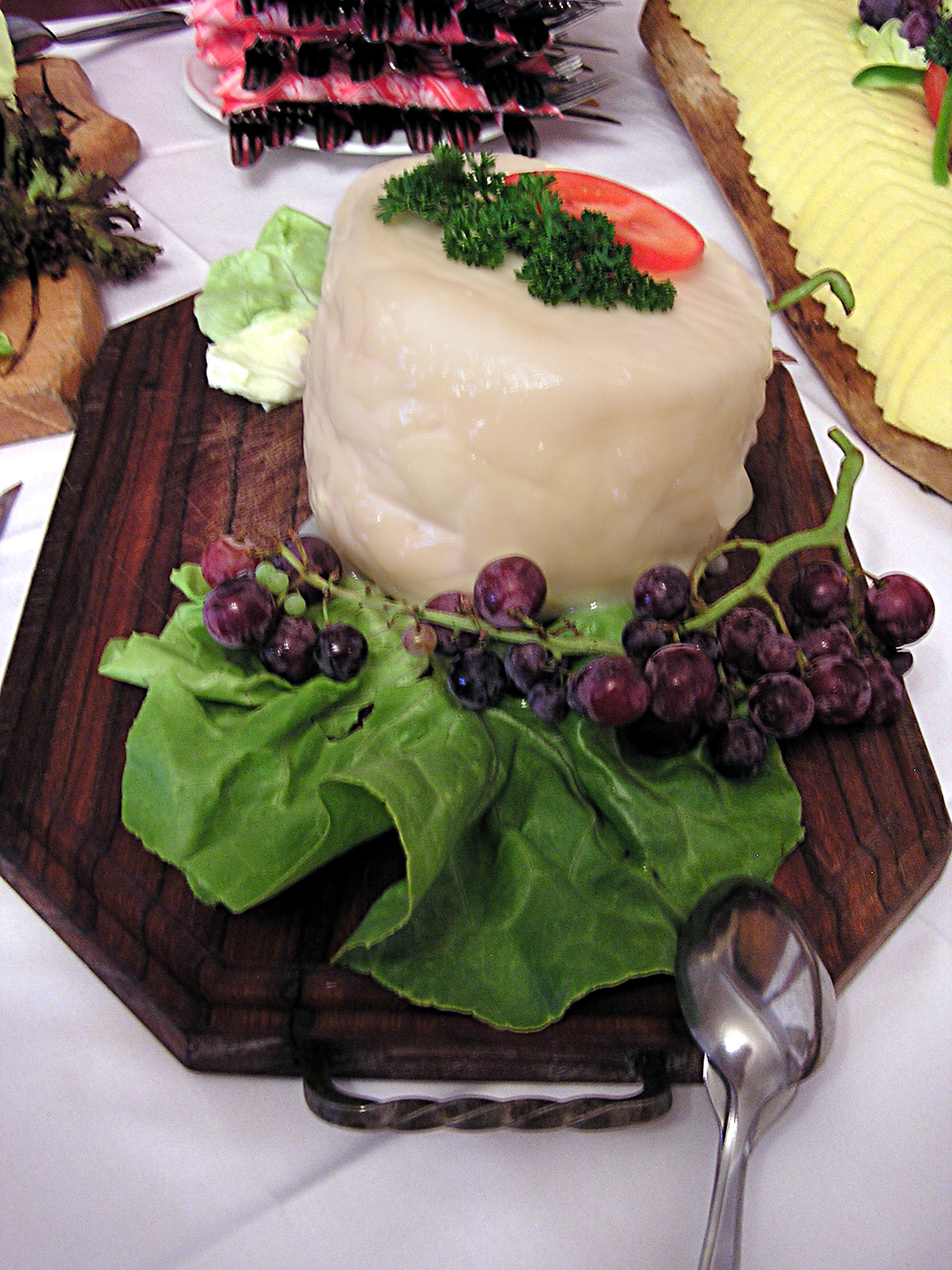
Partener Sura Kees
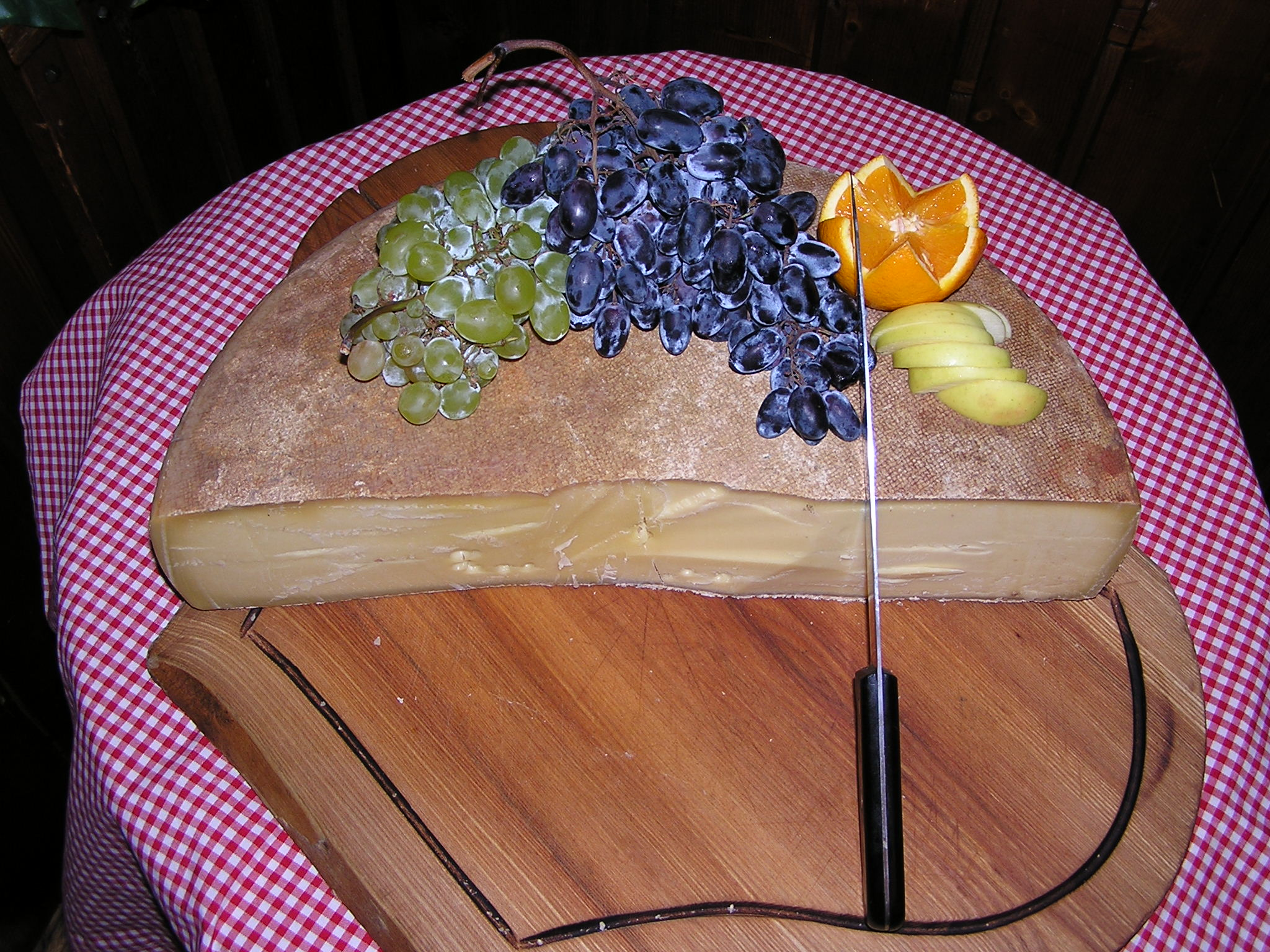
Partener Bergkäse
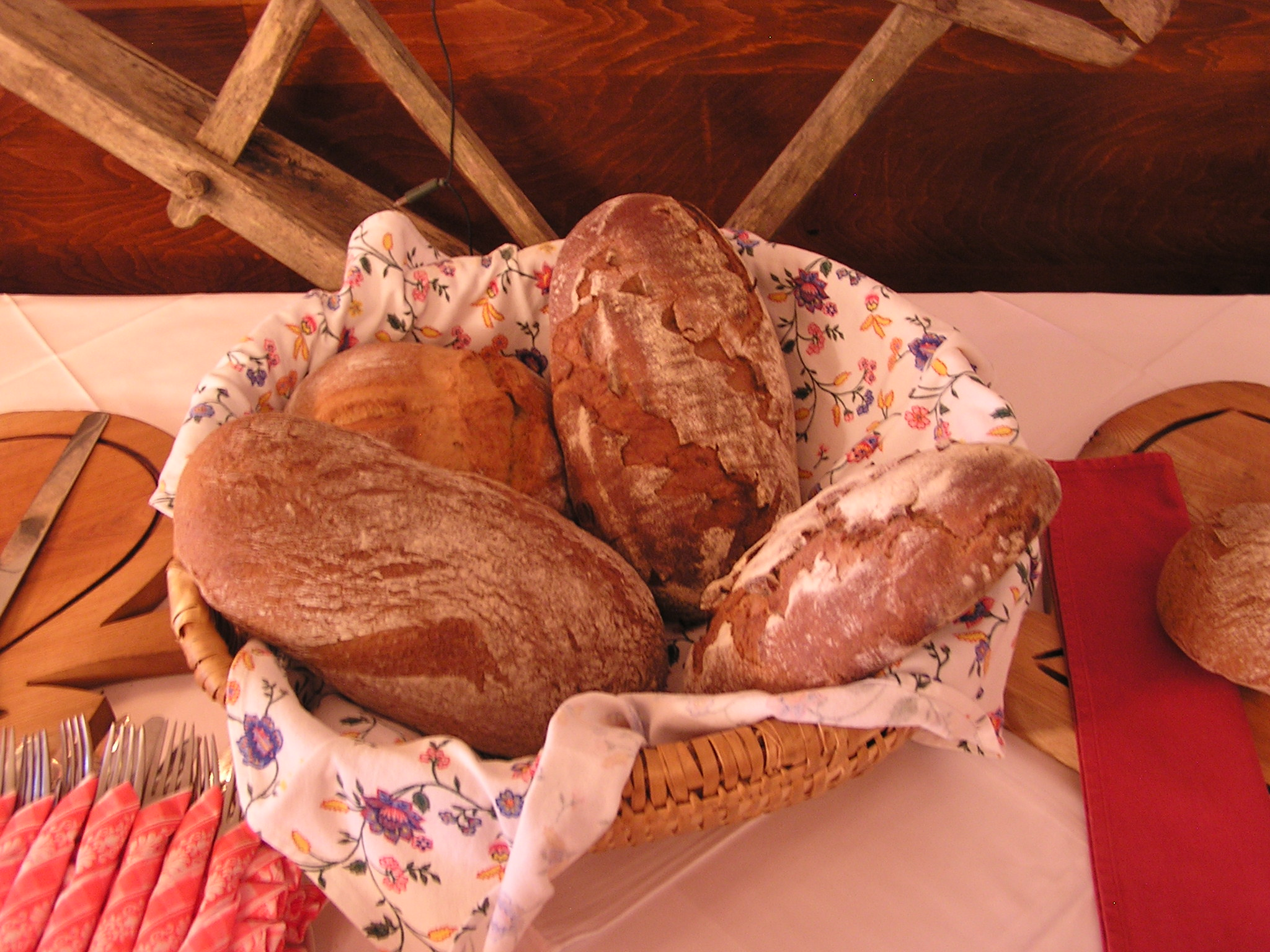
Montafoner Ofenbrot
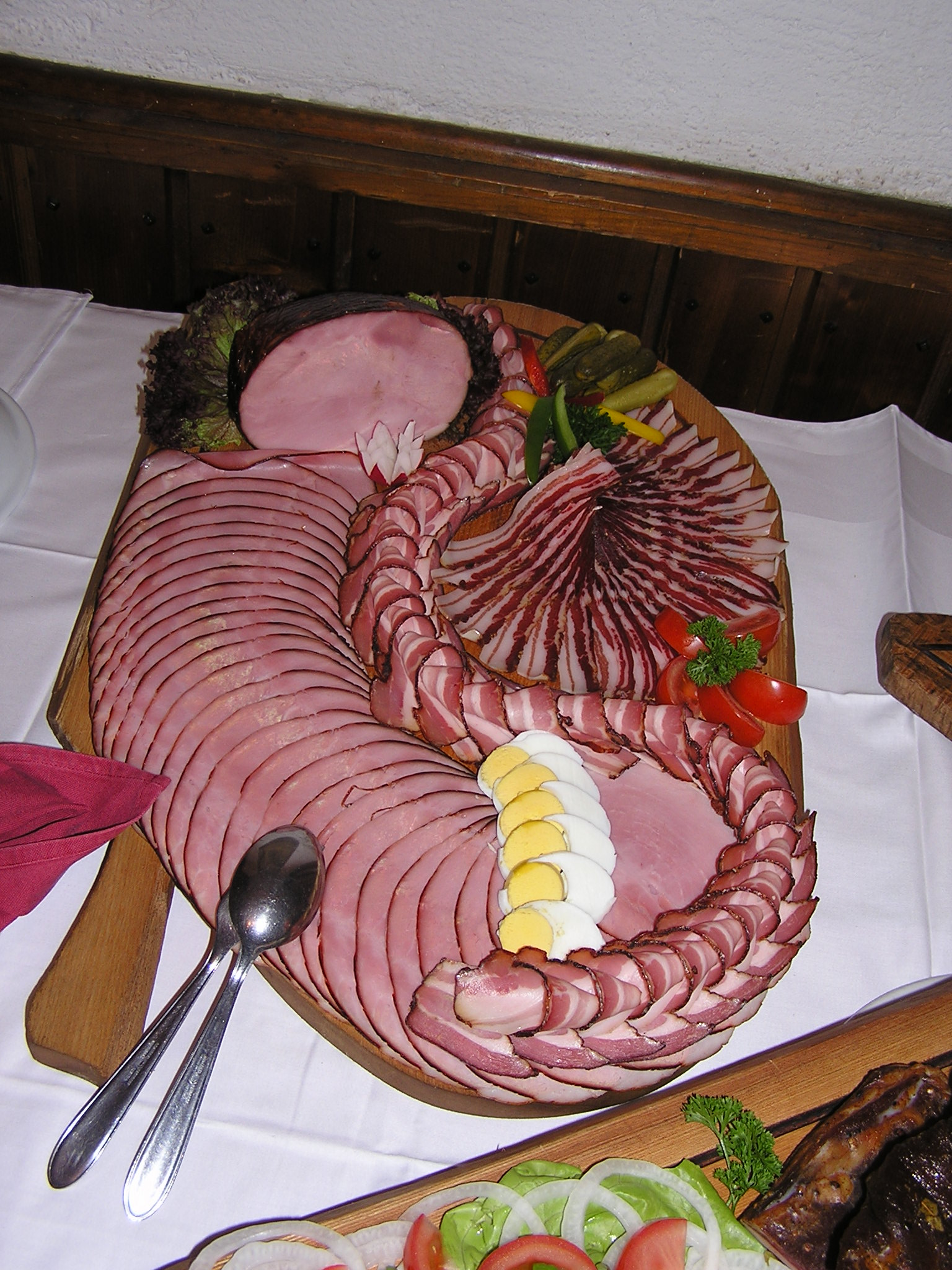
Montafoner Schinken & Speck